# Nicolaes Maes

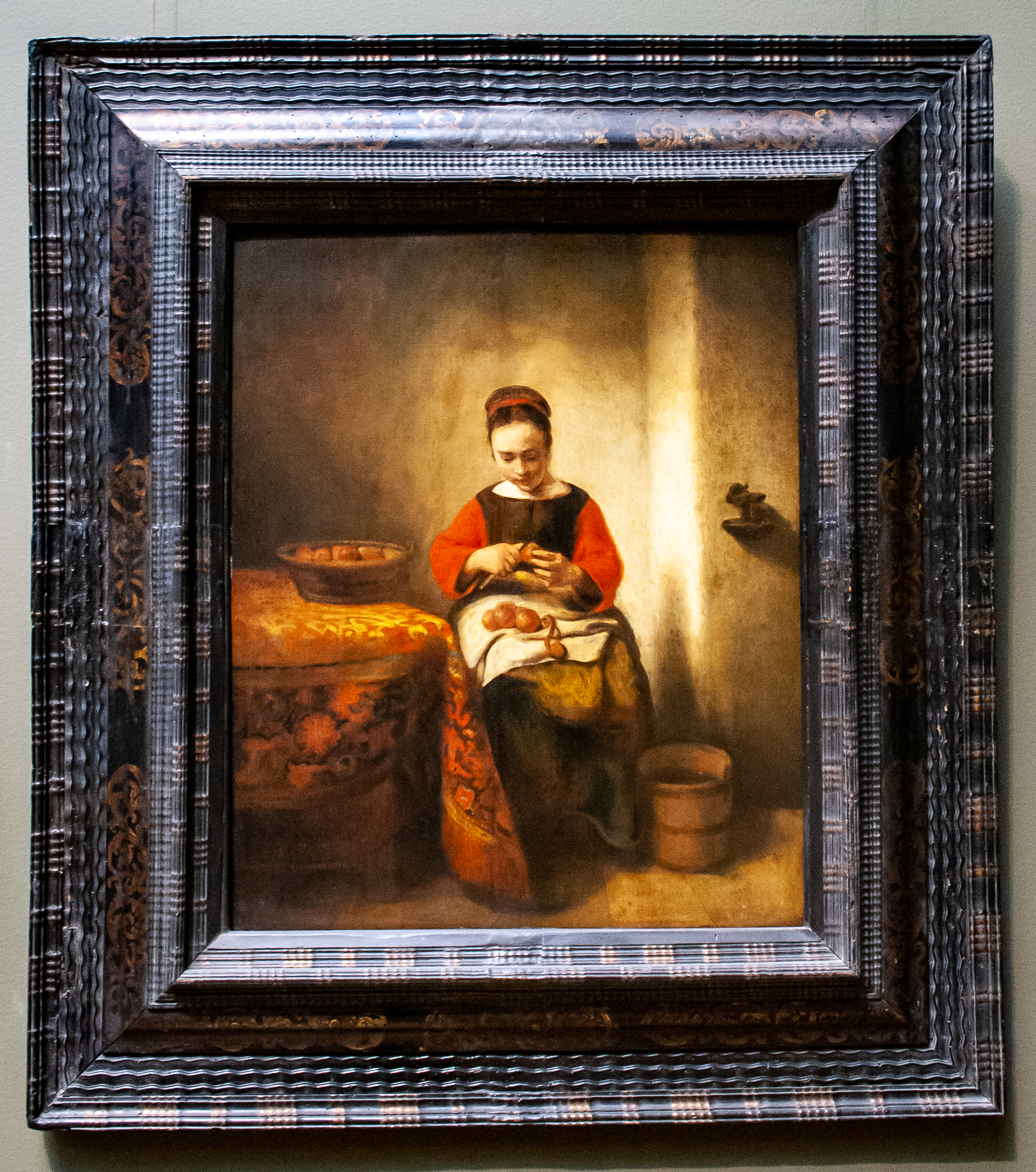
Almát hámozó lány - Maes képe a New York-i Metropolitanben

Nicolaes Maes (Dordrecht, 1634. január – Amszterdam, 1693. december 24. előtt) holland zsánerfestő, Rembrandt tanítványa, a holland festészet aranykorának egyik jelentős alkotója.

## Élete
Apja tehetős kereskedő volt. Rajzolni egy kevéssé jelentős mestertől tanult, akinek neve nem maradt fenn. 1649-től (vagy 1650-től) 1653-ig dolgozott Rembrandt műhelyében, majd visszatért Dordrechtbe, és a következő évben feleségül vette Adriana Brouwerst, egy lelkész özvegyét.
1658-ban házat, 1665-ben nagyobb kertet vásároltak. Valamikor 1673 előtt egy rövidebb pihenőre és tanulmányútra Antwerpenbe utazott. 1673-ban áttelepült Amszterdamba, ahol haláláig aktív alkotó maradt.
Tanítványai közül Pieter van der Werff vált jelentősebb festővé. Hatással volt Jan Vermeer van Delft művészi fejlődésére is.

## Művészete
Első alkotó korszakában főleg életnagyságú vagy azt megközelítő, többnyire egyalakos életképeket festett:
- Álmodozó fiatal lány az ablakban (avagy egyszerűen Álmodozó), 1654 körül (olaj, vászon, 123 cm × 96 cm; Amszterdam, Rijksmuseum),
- Asztali ima 1656 körül (olaj, vászon, 134 cm × 113 cm, Amszterdam, Rijksmuseum),
- Ifjú kártyajátékos,
- Dadaasszony,
- Gyermek bakkecskével stb.

Kivételképpen egyéni módon feldolgozott bibliai motívumokkal is kísérletezett:
- Hágár kiűzetése 1653 (New York, Metropolitan Művészeti Múzeum).

Rembrandt nyomán képeinek tárgyát koncentráltan, mintegy „természetfölötti fénnyel” világítja meg. Ezek a nagy, egyszerű zsánerképek rendkívül közel állnak Rembrandt rokon képeihez, csak kidolgozásuk kevésbé eredeti. Valószínűleg ezt felismerve Maes második alkotó korszakában jelentősen csökkentette képeinek méretét.
E korszakának ismertebb művei:
- A lusta szobalány 1655 (olaj, fa, 70 cm × 53 cm, London, National Gallery,
- Zöldségárusnő a ház kapujában 1659 körül (olaj, vászon, 48 cm × 32,5 cm, Bázel, Kunstmuseum stb.

Legismertebb művein:
- Szerelmesek és a hallgatózó nő 1655 (London, Aspley House) stb.

másokat leleplező, hallgatózó nőket ábrázolt.
E korszakából csak mintegy negyven festménye maradt fenn. Mivel a holland közízlés úgy változott, hogy már senki se akart zsánerképet vásárolni, Maes, aki már korábban is arcképfestőként biztosította megélhetését, végképp felhagyott ezekkel, és harmadik alkotó korszakában (élete utolsó 25 évében) szinte csak portrékat festett. Ezek a van Dyck előadásmódját követő, nem túl jelentős képek többnyire elegáns pózokba helyezett embereket mutatnak, mint például:
- Az amszterdami sebészek céhének hat vezetője 1680–1683 (Amszterdam, Rijksmuseum)

Ismert kivétel:
- Ganümédesz 1678 (Moszkva, Puskin Múzeum),

Budapesten, a Szépművészeti Múzeumban hat portréja látható.

## Festményeiből

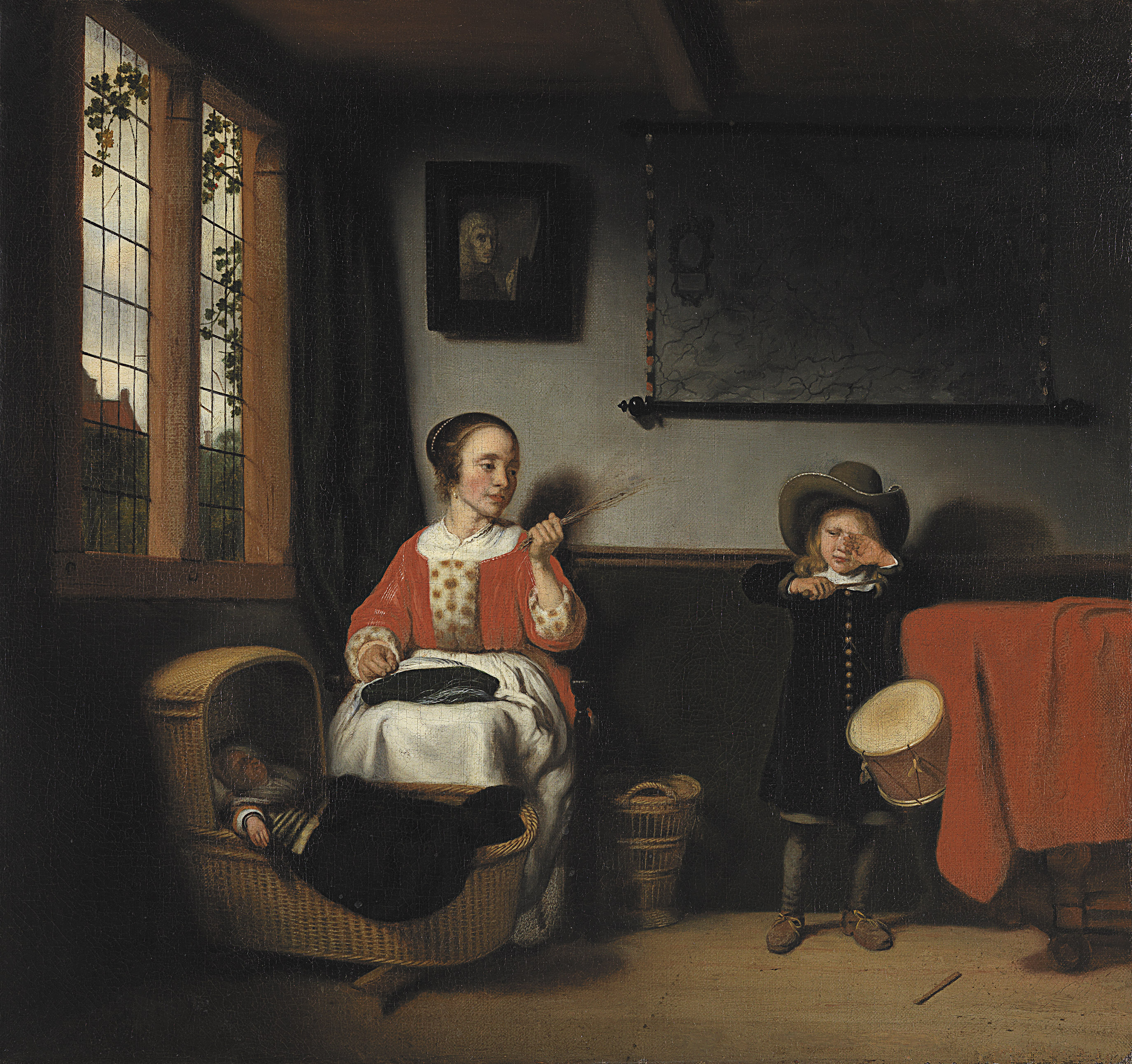
A neveletlen dobos
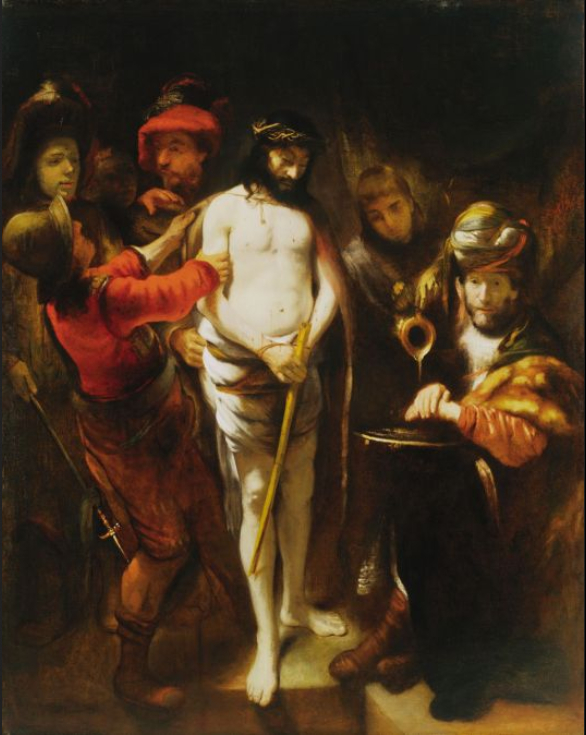
Krisztus Pilátus előtt
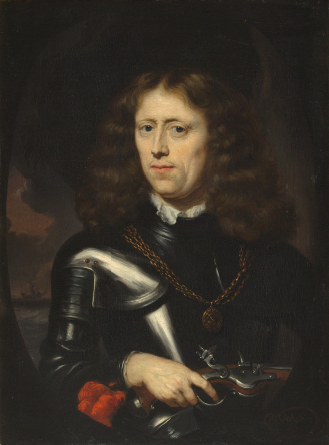
Jacob Binkes tengernagy (1640-1677)
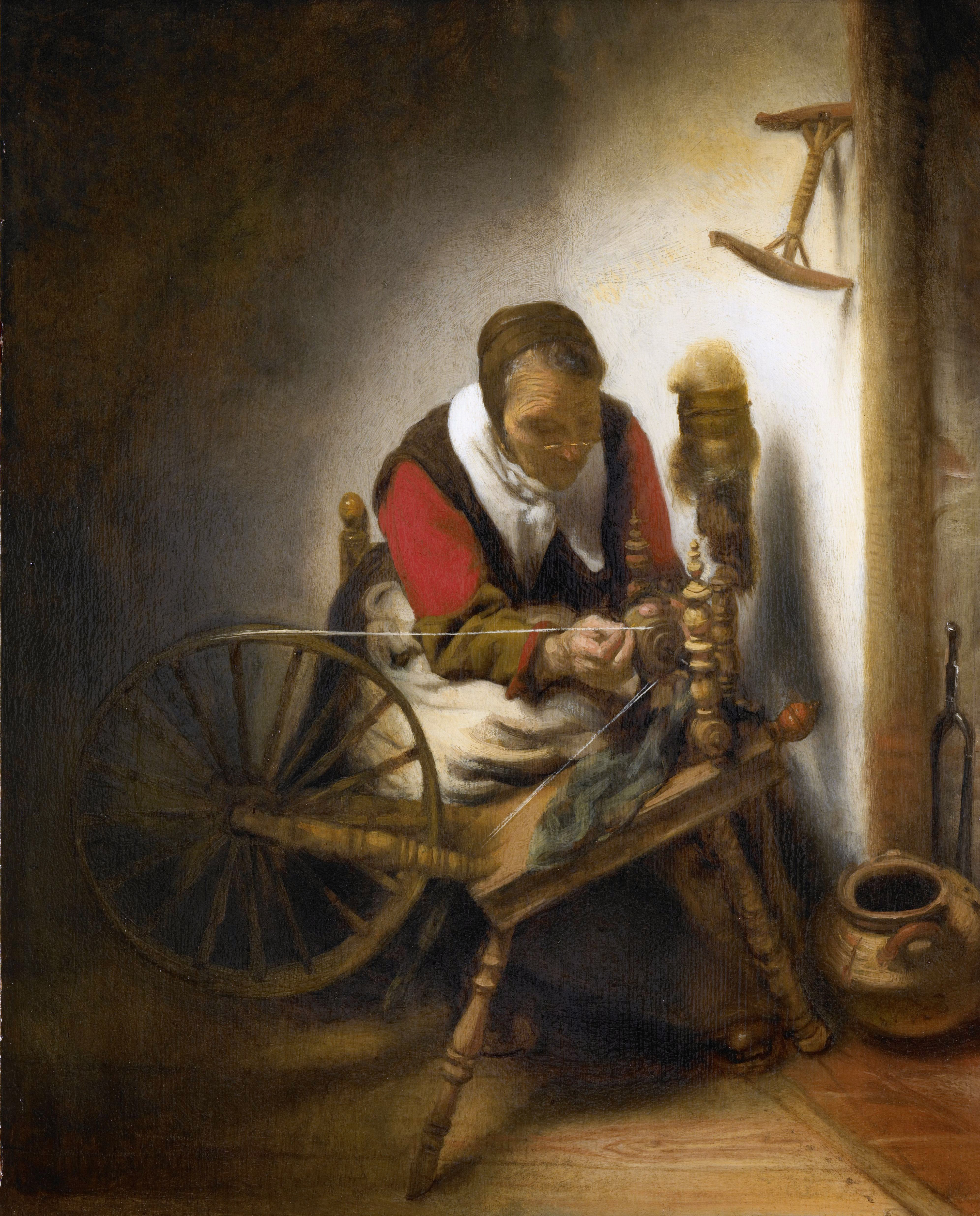
Fonó nő
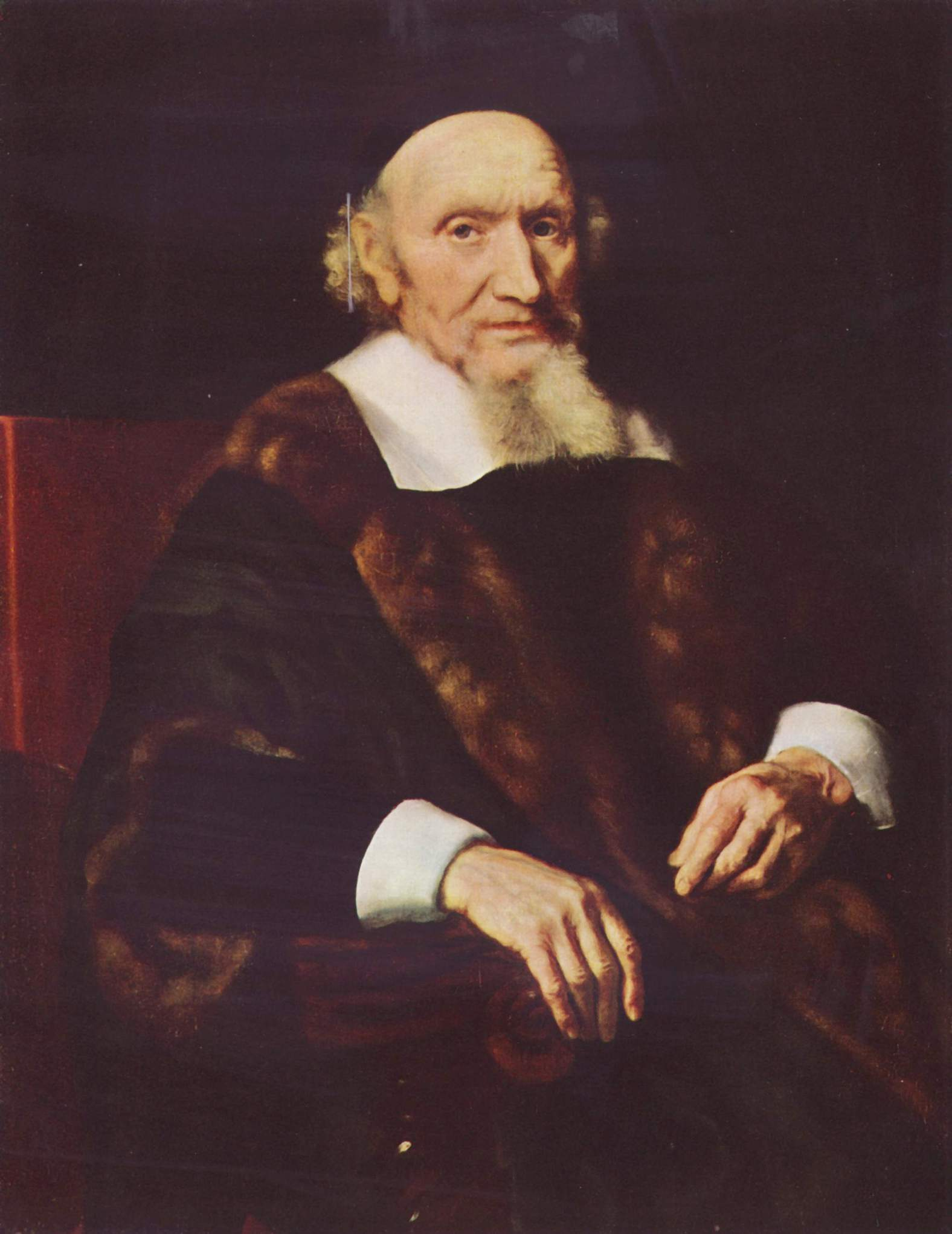
Jacob Trip portréja (1660 körül) Budapest, Szépművészeti Múzeum
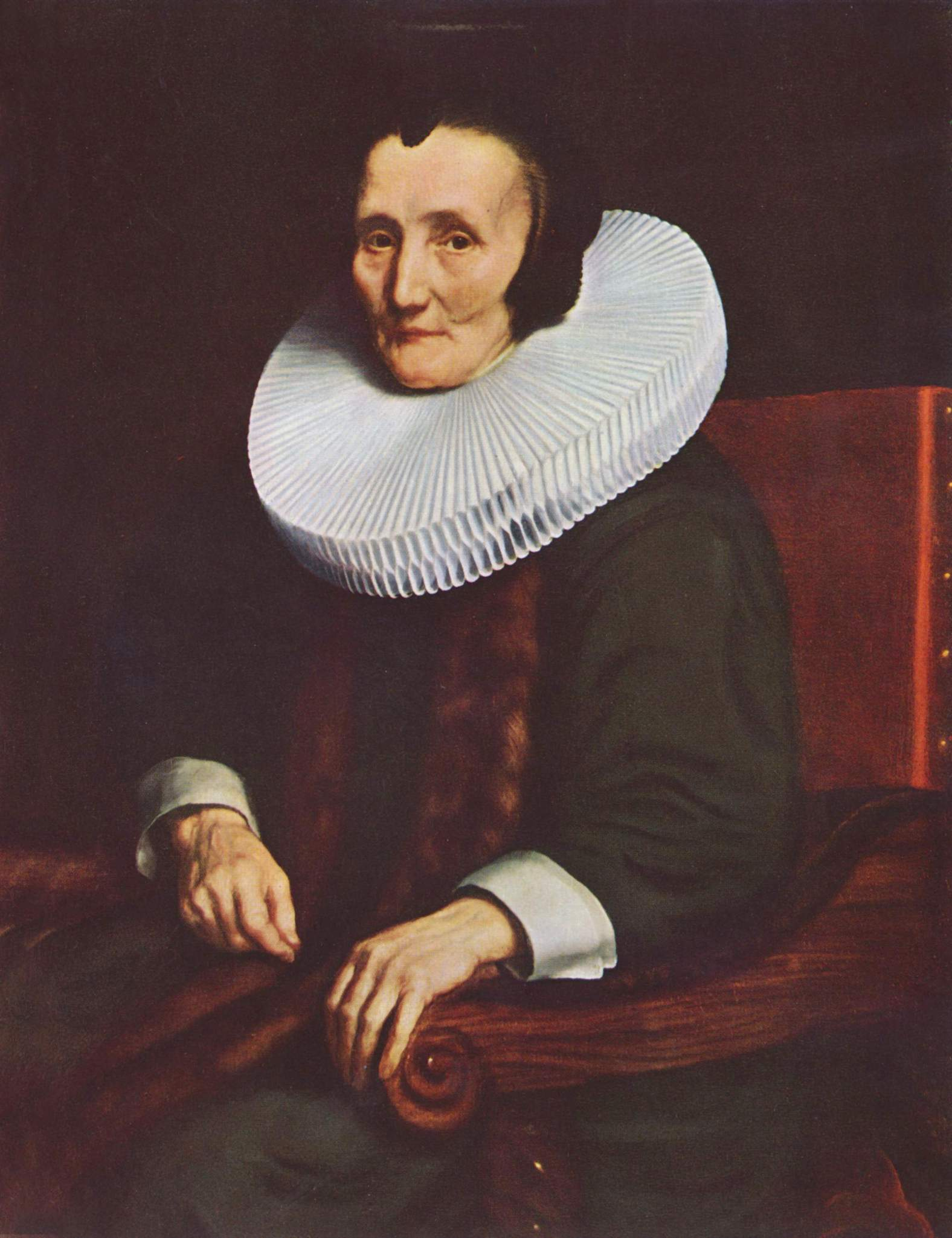
Margaretha de Geer portréja (1660 körül) Budapest, Szépművészeti Múzeum